# Оренда житлових приміщень
Оре́нда житлови́х примі́щень — господарська операція, що передбачає надання житлового будинку або квартири її власником у користування іншій фізичній чи юридичній особі на визначений строк або безстроково, для цільового використання та за орендну плату. Максимальний розмір орендної плати, що сплачується фізичними особами за О.ж.п. для його використання як місця постійного проживання, підлягає регулюванню у порядку, визначеному Кабінетом Міністрів України. Величина орендної плати, що сплачується фізичними особами за О. ж. п. для його використання в інших цілях, ніж як місце постійного проживання, а також величина орендної плати, що сплачується юридичними особами, регулюванню не підлягають. Порядок здійснення операцій з О. ж. п. встановлюється Кабінетом Міністрів України відповідно до положень Житлового кодексу України. Лізинг (оренда) інших споруд і будівель здійснюється на умовах, що визначені договорами лізингу (оренди).
Оренда житлових приміщень, а саме квартир, на 2021 рік набула великого попуту у Києві та інших великих містах України. Але під час російського вторгнення акцент змінився на Захід України та її центральну частину.

## Виноски
1. ↑  Лізинг офісних будівель. Архів оригіналу за 11 травня 2022.